# Pocillopora meandrina
Pocillopora meandrina är en korallart som beskrevs av James Dwight Dana 1846. Pocillopora meandrina ingår i släktet Pocillopora och familjen Pocilloporidae. IUCN kategoriserar arten globalt som livskraftig. Inga underarter finns listade i Catalogue of Life.